# Турреляс-да-Любрагат
Турре́ляс-да-Любрага́т (кат. Torrelles de Llobregat, вимова літературною каталанською [tu'ɾeʎəs də ʎubɾə'ɣat]) - муніципалітет, розташований в Автономній області Каталонія, в Іспанії. Код муніципалітету за номенклатурою Інституту статистики Каталонії - 82896. Знаходиться у районі (кумарці) Баш-Любрагат (коди району - 11 та BT) провінції Барселона, згідно з новою адміністративною реформою перебуватиме у складі баґарії (округи) Барселона. 

## Населення
Населення міста (у 2007 р.) становить 4.974 особи (з них менше 14 років - 19,2%, від 15 до 64 - 70,9%, понад 65 років - 9,9%). У 2006 р. народжуваність склала 65 осіб, смертність - 19 осіб, зареєстровано 25 шлюбів. У 2001 р. активне населення становило 1.969 осіб, з них безробітних - 163 особи.

Серед осіб, які проживали на території міста у 2001 р., 3.004 народилися в Каталонії (з них 1.040 осіб у тому самому районі, або кумарці), 620 осіб приїхало з інших областей Іспанії, а 135 осіб приїхало з-за кордону. 

Вищу освіту має 16% усього населення. 

У 2001 р. нараховувалося 1.284 домогосподарства (з них 14,3% складалися з однієї особи, 26,9% з двох осіб,24,2% з 3 осіб, 25,3% з 4 осіб, 6,7% з 5 осіб, 1,6% з 6 осіб, 0,7% з 7 осіб, 0,2% з 8 осіб і 0,1% з 9 і більше осіб).

Активне населення міста у 2001 р. працювало у таких сферах діяльності : у сільському господарстві - 1,8%, у промисловості - 22,3%, на будівництві - 9,6% і у сфері обслуговування - 66,3%. 

 У муніципалітеті або у власному районі (кумарці) працює 655 осіб, поза районом - 1.369 осіб.

### Безробіття
У 2007 р. нараховувалося 150 безробітних (у 2006 р. - 149 безробітних), з них чоловіки становили 46%, а жінки - 54%.

## Економіка

### Підприємства міста

#### Промислові підприємства
| \| Промислові підприємства міста, за сферою діяльності \| Промислові підприємства міста, за сферою діяльності \| Промислові підприємства міста, за сферою діяльності \| \| Рік \| 2002 р. \| 2001 р. \| \| --------------------------------------------------- \| --------------------------------------------------- \| --------------------------------------------------- \| \| Енергетичні та водні ресурси \| 16,7% \| 18,2% \| \| Хімія та метали \| 4,2% \| 4,5% \| \| Переробка металів \| 37,5% \| 36,4% \| \| Продукти харчування \| 8,3% \| 9,1% \| \| Текстиль \| 8,3% \| 9,1% \| \| Виробництво меблів, видання \| 20,8% \| 18,2% \| \| Інше \| 4,2% \| 4,5% \| \| Усього підприємств \| 24 \| 22 \| |         |         |
| Промислові підприємства міста, за сферою діяльності |         |         |
| Рік | 2002 р. | 2001 р. |
| Енергетичні та водні ресурси | 16,7%   | 18,2%   |
| Хімія та метали | 4,2%    | 4,5%    |
| Переробка металів | 37,5%   | 36,4%   |
| Продукти харчування | 8,3%    | 9,1%    |
| Текстиль | 8,3%    | 9,1%    |
| Виробництво меблів, видання | 20,8%   | 18,2%   |
| Інше | 4,2%    | 4,5%    |
| Усього підприємств | 24      | 22      |

#### Роздрібна торгівля
| \| Підприємства роздрібної торгівлі міста, за сферою діяльності \| Підприємства роздрібної торгівлі міста, за сферою діяльності \| Підприємства роздрібної торгівлі міста, за сферою діяльності \| \| Рік \| 2002 р. \| 2001 р. \| \| ------------------------------------------------------------ \| ------------------------------------------------------------ \| ------------------------------------------------------------ \| \| Продукти харчування \| 41,2% \| 43,2% \| \| Одяг та взуття \| 26,5% \| 24,3% \| \| Товари для дому \| 8,8% \| 5,4% \| \| Книги та періодичні видання \| 0% \| 0% \| \| Промислова хімічна продукція \| 8,8% \| 8,1% \| \| Продукція, пов'язана з транспортними засобами \| 2,9% \| 2,7% \| \| Інше \| 11,8% \| 16,2% \| \| Усього підприємств \| 34 \| 37 \| |         |         |
| Підприємства роздрібної торгівлі міста, за сферою діяльності |         |         |
| Рік | 2002 р. | 2001 р. |
| Продукти харчування | 41,2%   | 43,2%   |
| Одяг та взуття | 26,5%   | 24,3%   |
| Товари для дому | 8,8%    | 5,4%    |
| Книги та періодичні видання | 0%      | 0%      |
| Промислова хімічна продукція | 8,8%    | 8,1%    |
| Продукція, пов'язана з транспортними засобами | 2,9%    | 2,7%    |
| Інше | 11,8%   | 16,2%   |
| Усього підприємств | 34      | 37      |

#### Сфера послуг
| \| Підприємства міста, що працюють у сфері послуг, за діяльністю \| Підприємства міста, що працюють у сфері послуг, за діяльністю \| Підприємства міста, що працюють у сфері послуг, за діяльністю \| \| Рік \| 2002 р. \| 2001 р. \| \| ------------------------------------------------------------- \| ------------------------------------------------------------- \| ------------------------------------------------------------- \| \| Гуртова торгівля \| 4,7% \| 4,1% \| \| Готелі та готельний бізнес \| 14,8% \| 15,4% \| \| Транспорт та зв'язок \| 36,7% \| 34,1% \| \| Посередницькі фінансові послуги \| 2,3% \| 2,4% \| \| Послуги підприємствам \| 7% \| 7,3% \| \| Послуги фізичним особам \| 19,5% \| 20,3% \| \| Нерухомість та ін. \| 14,8% \| 16,3% \| \| Усього підприємств \| 128 \| 123 \| |         |         |
| Підприємства міста, що працюють у сфері послуг, за діяльністю |         |         |
| Рік | 2002 р. | 2001 р. |
| Гуртова торгівля | 4,7%    | 4,1%    |
| Готелі та готельний бізнес | 14,8%   | 15,4%   |
| Транспорт та зв'язок | 36,7%   | 34,1%   |
| Посередницькі фінансові послуги | 2,3%    | 2,4%    |
| Послуги підприємствам | 7%      | 7,3%    |
| Послуги фізичним особам | 19,5%   | 20,3%   |
| Нерухомість та ін. | 14,8%   | 16,3%   |
| Усього підприємств | 128     | 123     |

## Житловий фонд
У 2001 р. 4,8% усіх родин (домогосподарств) мали житло метражем до 59 м2, 30,8% - від 60 до 89 м2, 32,4% - від 90 до 119 м2 і
32% - понад 120 м2.

З усіх будівель у 2001 р. 40,1% було одноповерховими, 51,7% - двоповерховими, 6,5
% - триповерховими, 1,1% - чотириповерховими, 0,5% - п'ятиповерховими, 0% - шестиповерховими,
0,1% - семиповерховими, 0% - з вісьмома та більше поверхами.

## Автопарк
| \| Автомобілі, зареєстровані у місті, за призначенням \| Автомобілі, зареєстровані у місті, за призначенням \| Автомобілі, зареєстровані у місті, за призначенням \| \| Рік \| 2006 р. \| 2005 р. \| \| -------------------------------------------------- \| -------------------------------------------------- \| -------------------------------------------------- \| \| Приватні автомобілі \| 63,3% \| 64,4% \| \| Мотоцикли \| 15,8% \| 15% \| \| Вантажівки \| 17,3% \| 17,1% \| \| Трактори \| 0,6% \| 0,6% \| \| Автобуси та ін. \| 3% \| 2,9% \| \| Усього автомобілів \| 3.949 шт. \| 3.709 шт. \| |           |           |
| Автомобілі, зареєстровані у місті, за призначенням |           |           |
| Рік | 2006 р.   | 2005 р.   |
| Приватні автомобілі | 63,3%     | 64,4%     |
| Мотоцикли | 15,8%     | 15%       |
| Вантажівки | 17,3%     | 17,1%     |
| Трактори | 0,6%      | 0,6%      |
| Автобуси та ін. | 3%        | 2,9%      |
| Усього автомобілів | 3.949 шт. | 3.709 шт. |

## Вживання каталанської мови
У 2001 р. каталанську мову у місті розуміли 98% усього населення (у 1996 р. - 98,5%), вміли говорити нею 85,7% (у 1996 р. - 
88,5%), вміли читати 84,5% (у 1996 р. - 85,1%), вміли писати 60,5
% (у 1996 р. - 57,2%). Не розуміли каталанської мови 2%.

## Політичні уподобання
У виборах до Парламенту Каталонії у 2006 р. взяло участь 2.133 особи (у 2003 р. - 1.998 осіб). Голоси за політичні сили розподілилися таким чином:
| \| Вибори до Парламенту Каталонії \| Вибори до Парламенту Каталонії \| Вибори до Парламенту Каталонії \| \| Рік \| 2006 р. \| 2003 р. \| \| -------------------------------------- \| ------------------------------ \| ------------------------------ \| \| Конвергенція та Єднання (CiU) \| 34,1% \| 34,2% \| \| Соціалістична партія Каталонії (PSC) \| 20,3% \| 21,4% \| \| Народна партія (PP) \| 6,4% \| 7,4% \| \| Ініціатива за Каталонію — Зелені (ICV) \| 14,3% \| 10% \| \| Республіканська лівиця Каталонії (ERC) \| 18,6% \| 24,9% \| \| Громадяни — Громадянська партія (C's) \| 3,7% \| 0% \| \| Інші \| 2,7% \| 2,1% \| |         |         |
| Вибори до Парламенту Каталонії |         |         |
| Рік | 2006 р. | 2003 р. |
| Конвергенція та Єднання (CiU) | 34,1%   | 34,2%   |
| Соціалістична партія Каталонії (PSC) | 20,3%   | 21,4%   |
| Народна партія (PP) | 6,4%    | 7,4%    |
| Ініціатива за Каталонію — Зелені (ICV) | 14,3%   | 10%     |
| Республіканська лівиця Каталонії (ERC) | 18,6%   | 24,9%   |
| Громадяни — Громадянська партія (C's) | 3,7%    | 0%      |
| Інші | 2,7%    | 2,1%    |

У муніципальних виборах у 2007 р. взяло участь 2.080 осіб (у 2003 р. - 2.083 особи). Голоси за політичні сили розподілилися таким чином:
| \| Муніципальні вибори \| Муніципальні вибори \| Муніципальні вибори \| \| Рік \| 2007 р. \| 2003 р. \| \| -------------------------------------- \| ------------------- \| ------------------- \| \| Конвергенція та Єднання (CiU) \| 8,9% \| 10% \| \| Соціалістична партія Каталонії (PSC) \| 13,4% \| 31,6% \| \| Народна партія (PP) \| 4,4% \| 3,1% \| \| Ініціатива за Каталонію — Зелені (ICV) \| 6,8% \| 0% \| \| Республіканська лівиця Каталонії (ERC) \| 31,1% \| 15,1% \| \| Громадяни — Громадянська партія (C's) \| 0% \| 0% \| \| Інші \| 35,5% \| 40,2% \| |         |         |
| Муніципальні вибори |         |         |
| Рік | 2007 р. | 2003 р. |
| Конвергенція та Єднання (CiU) | 8,9%    | 10%     |
| Соціалістична партія Каталонії (PSC) | 13,4%   | 31,6%   |
| Народна партія (PP) | 4,4%    | 3,1%    |
| Ініціатива за Каталонію — Зелені (ICV) | 6,8%    | 0%      |
| Республіканська лівиця Каталонії (ERC) | 31,1%   | 15,1%   |
| Громадяни — Громадянська партія (C's) | 0%      | 0%      |
| Інші | 35,5%   | 40,2%   |